# Бочкарьов Володимир Борисович
Володимир Борисович Бочкарьов (7 листопада 1909, місто Лубни Полтавської губернії, тепер Полтавської області — загинув 27 серпня 1941, крейсер-міноносець «Володарський», Балтійське море) — радянський діяч спецслужб, дипломат, уповноважений ЦК ВКП(б) та РНК СРСР в Естонській РСР. Депутат Верховної Ради СРСР 1-го скликання (в 1941 році). Кандидат філологічних наук, доцент (1936).

## Життєпис
Народився в родині дрібного службовця. У 1925 році закінчив неповну (семирічну) середню школу.
Трудову діяльність розпочав у 1925 році, чотири роки працював підручним ливарника і ливарником на одному з київських металургійних заводів. У 1926 році вступив до комсомолу, обирався секретарем комсомольської організації заводу, був також членом фабричного комітету профспілки заводу. Навчався на вечірніх курсах для підготовки до вищих навчальних закладів.
У 1929—1933 роках — студент соціально-економічного факультету Київського державного університету. Обирався секретарем комсомольського бюро факультету та членом бюро університетського комітету комсомолу.
З 1933 по 1936 рік навчався в аспірантурі при кафедрі літератури Київського державного університету. Був лектором Київського обласного Будинку партійної просвіти, читав пропагандистські лекції на заводах і в частинах Київського військового гарнізону.
1936 року захистив кандидатську дисертацію та був затверджений на посаді доцента кафедри літератури Київського державного університету.
У 1937—1939 роках працював деканом філологічного факультету Київського державного університету.
Член ВКП(б) з 1938 року.
З березня 1938 року — в системі органів НКВС СРСР. Закінчив Центральну школу ГУДБ НКВС СРСР.
У вересні 1939 — 29 червня 1940 року — радник і заступник Повноважного представництва СРСР в Естонії. 29 червня — 6 серпня 1940 року — повноважний представник СРСР в Естонії. Водночас був резидентом радянської розвідки в Естонії. Перебуваючи на цій посаді, був однією з основних фігур під час окупації Естонії радянськими військами. До його завдань входило забезпечення дипломатичного прикриття операції.
У серпні 1940 — серпні 1941 року — уповноважений ЦК ВКП(б) та РНК СРСР в Естонській РСР.
На початку німецько-радянської війни входив до складу Комітету оборони Естонської РСР. Евакуювався з міста Таллінна на військовому крейсері-міноносці «Володарський», який був затоплений німецьким флотом 27 (або 28) серпня 1941 року в Фінській затоці Балтійського моря.

## Звання
- капітан державної безпеки

## Нагороди та відзнаки
- Почесний співробітник держбезпеки